# Europees kampioenschap voetbal 2020 (achtste finale) Nederland - Tsjechië
Dit artikel gaat over de wedstrijd in achtste finales van het EK 2020 tussen Nederland en Tsjechië die gespeeld werd op zondag 27 juni 2021 in de Puskás Aréna te Boedapest tijdens het Europees kampioenschap voetbal 2020. Nederland verloor en werd uitgeschakeld op het EK. Tsjechië ging door naar de kwartfinale tegen Denemarken.

## Voorafgaand aan de wedstrijd
- Nederland werd groepswinnaar (met negen punten) in groep C van het EK in een poule met Oostenrijk, Oekraïne en Noord-Macedonië.
- Tsjechië werd derde in groep D (met vier punten) in een poule met Engeland, Kroatië en Schotland. Ze behoorden tot de vier beste nummers drie.
- Nederland en Tsjechië troffen elkaar elf keer eerder, waarvan Tsjechië het vaakst won: vijfmaal.
- De winnaar van het duel zou Denemarken in de kwartfinale in Bakoe tegenkomen, daar zij een dag eerder hun achtste finale overtuigend van Wales wonnen (0–4).

## Wedstrijdverloop

### Eerste helft
Beide landen creëerden in de eerste helft weinig tot niets en wachtten beide af.

### Tweede helft
Aan het begin van de tweede helft kreeg Donyell Malen een heel grote kans, maar liep tegen de keeper aan. Een minuut later maakte Matthijs de Ligt hands. Na ingrijpen van de VAR kreeg de verdediger een rode kaart. Tsjechië kreeg vervolgens de kansen tegen de tien man van Oranje, die in de gehele wedstrijd geen een keer op doel schoten, en maakte in de 68e minuut een doelpunt via Tomáš Holeš. Na tachtig minuten maakte Patrik Schick een einde aan het toernooi van Nederland door de 0–2 te maken.

## Wedstrijdgegevens[1]
| Datum                | 27 juni 2021                                                                          | 27 juni 2021                                                                          |
| Aftrap               | 18:00 uur                                                                             | 18:00 uur                                                                             |
| Wedstrijdnummer      | 39                                                                                    | 39                                                                                    |
| Stadion              | Puskás Aréna, Boedapest, Hongarije                                                    | Puskás Aréna, Boedapest, Hongarije                                                    |
| Toeschouwers         | 52.834                                                                                | 52.834                                                                                |
| Scheidsrechter       | Sergej Karasjov                                                                       | Sergej Karasjov                                                                       |
| Assistenten          | Igor Demesjko Maksim Gavrilin                                                         | Igor Demesjko Maksim Gavrilin                                                         |
| Vierde official      | Stéphanie Frappart                                                                    | Stéphanie Frappart                                                                    |
| Videoscheidsrechters | Stuart Attwell Chris Kavanagh (assistent) Lee Betts (assistent) Paweł Gil (assistent) | Stuart Attwell Chris Kavanagh (assistent) Lee Betts (assistent) Paweł Gil (assistent) |
| Man van de wedstrijd | Tomáš Holeš                                                                           | Tomáš Holeš                                                                           |
|                      | Nederland                                                                             | Tsjechië                                                                              |
| Doelpunten           | 0                                                                                     | 2                                                                                     |
| Gele kaarten         | 2                                                                                     | 1                                                                                     |
| Rode kaarten         | 1                                                                                     | 0                                                                                     |
| Wissels              | 4                                                                                     | 5                                                                                     |
| Schoten op doel      | 0                                                                                     | 5                                                                                     |
| Schoten naast doel   | 5                                                                                     | 4                                                                                     |
| Overtredingen        | 6                                                                                     | 14                                                                                    |
| Hoekschoppen         | 6                                                                                     | 5                                                                                     |
| Buitenspel           | 4                                                                                     | 1                                                                                     |
| Balbezit (%)         | 52%                                                                                   | 48%                                                                                   |

| Nederland | 0 – 2        | Tsjechië |
| | goals        | 68' Tomáš Holeš 80' Patrik Schick |
| Frank de Boer | bondscoach   | Jaroslav Šilhavý |
| Maarten Stekelenburg Daley Blind 81' Patrick van Aanholt 81' Stefan de Vrij Denzel Dumfries Matthijs de Ligt Georginio Wijnaldum Marten de Roon 73' Frenkie de Jong Memphis Depay Donyell Malen 57' | opstellingen | Tomáš Vaclík Ondřej Čelůstka Pavel Kadeřábek Vladimír Coufal Tomáš Kalas 85' Tomáš Holeš 79' Lukáš Masopust 85' Petr Ševčík Tomáš Souček 90+2' Antonín Barák 90+2' Patrik Schick |
| Quincy Promes 57' Wout Weghorst 73' Steven Berghuis 81' Jurriën Timber 81' | wissels      | 79' Jakub Jankto 85' Alex Král 85' Adam Hložek 90+2' Michal Sadílek 90+2' Michael Krmenčík                                                                                       |
| Denzel Dumfries 46' Frenkie de Jong 84' | gele kaarten | 56' Vladimír Coufal |
| Matthijs de Ligt 55' | rode kaarten | |